# الهدف 8 من أهداف التنمية المستدامة
الهدف 8 من أهداف التنمية المستدامة (الهدف 8 أو الهدف العالمي 8)، يتعلق «بالعمل اللائق ونمو الاقتصاد» وهو أحد أهداف التنمية المستدامة السبعة عشر التي وضعتها الجمعية العامة للأمم المتحدة في عام 2015. الصياغة الرسمية للهدف 8 هي: «تعزيز النمو الاقتصادي المطّرد والشامل للجميع والمستدام، والعمالة الكاملة والمنتجة، وتوفير العمل اللائق للجميع». يُقاس التقدم نحو الأهداف ويُرصد ويُقيّم من خلال 17 مؤشرًا.
يتضمن الهدف 8 من أهداف التنمية المستدامة 12 غايةً يجب تحقيقها بحلول عام 2030. بعض هذه الغايات لعام 2030، وبعضها لعام 2020. تشمل العشرة غايات الأولى «غايات النتائج»: النمو الاقتصادي المستدام، والتنويع والابتكار والتطوير من أجل الإنتاجية الاقتصادية، وتعزيز السياسات لدعم خلق فرص العمل وتنمية المشاريع، وتحسين كفاءة الموارد في الاستهلاك والإنتاج، والعمالة الكاملة وتوفير العمل اللائق بتوزيع متساوٍ للأجور، وتعزيز تشغيل الشباب وتعليمهم وتدريبهم، وإنهاء العبودية الحديثة والاتجار وعمالة الأطفال، وحماية حقوق العمال وتعزيز بيئات العمل الآمنة، وتعزيز السياحة المفيدة والمستدامة، والوصول الشامل إلى الخدمات المصرفية والتأمين والخدمات المالية. هناك بالإضافة لما سبق، غايتان تتعلقان «بوسائل الإنجاز»: زيادة المعونة لدعم التجارة، وتطوير إستراتيجية عالمية لتوظيف الشباب.
يسعى هذا الهدف إلى ضمان توفير القطاع الاقتصادي في كل بلد للحاجات الضرورية للمواطنين، بغية الحصول على حياة كريمة بغض النظر عن خلفيتهم أو عرقهم أو ثقافتهم. ما زال دخل حوالي نصف سكان العالم بالغًا ما قدره 2 دولار أمريكي في اليوم. لا تضمن الوظيفة في كثير من الأماكن التخلص من الفقر. قد يتطلب هذا التقدم البطيء والمتفاوت من الجميع إعادة التفكير في السياسات الاقتصادية والاجتماعية الهادفة إلى القضاء على الفقر وإعادة تنظيمها.
يتمثل الهدف الاقتصادي في البلدان الأقل نماءً، في تحقيق نمو سنوي في الناتج المحلي الإجمالي بنسبة 7% على الأقل. بلغ معدل النمو العالمي للناتج المحلي الإجمالي الفعلي للفرد حوالي 2% في عام 2018. وبالإضافة لذلك، فقد بلغ المعدل لأقل البلدان نماءً 4.5% في عام 2018، و4.8% في عام 2019، أي أقل من نسبة 7% المرجو تحقيقها وفقًا للهدف الثامن من أهداف التنمية المستدامة. دفعت جائحة كوفيد-19 العالم نحو أسوأ أزمة اقتصادية عالمية منذ الكساد الكبير.

## خلفية
انخفض عدد العمال الذين يعيشون في فقر مدقع بشكل كبير منذ ما يقرب من ثلاثة عقود، رغم التأثير الدائم للأزمة الاقتصادية لعام 2008 والركود العالمي. انتمى حوالي 34% من إجمالي الموظفين في البلدان النامية إلى الطبقة المتوسطة، إلا أن هذه النسبة ازدادت بين عامي 1991 و2015. يستمر الاقتصاد العالمي في التعافي رغم ذلك. يشهد العالم تباطؤًا في النمو، وازديادًا لأوجه عدم المساواة، وانخفاضًا في مستوى فرص العمل التي لا تتناسب أساسًا مع القوة العاملة.
بلغ متوسط الزيادة في فرص العمل 0.1% سنويًا منذ عام 2008، مقارنة مع 0.9% بين عامي 2000 و2007، إلا أن حوالي 60% من إجمالي العمال لا يمتلكون عقودًا للعمل.
يسعى الهدف 8 من أهداف التنمية المستدامة إلى تعزيز النمو الاقتصادي المستدام والعادل لجميع العمال، بغض النظر عن خلفيتهم أو عرقهم أو جنسهم. وذلك يعني تحقيق «مستويات أعلى من الإنتاجية الاقتصادية من خلال التنويع والتطوير التكنولوجي والابتكار، بطرق تشمل التركيز على القطاعات ذات القيمة المضافة العالية والقطاعات كثيفة العمالة».

## الغايات والمؤشرات والتقدم
حددت الأمم المتحدة 12 غايةً و17 مؤشرًا لهدف التنمية المستدامة 8. تحدد هذه الغايات الأهداف المرجوة، بينما تمثل المؤشرات المقاييس التي يهدف العالم من خلالها إلى تتبع التقدم في تحقيق هذه الغايات، باستخدام السنوات المذكورة والموثقة لتحقيق المؤشرات. يُفترض أن يتحقق اثنان من المؤشرات بحلول عام 2020، وأحدها بحلول عام 2025، بينما يتعين تحقيق المؤشرات الأربعة عشر المتبقية بحلول عام 2030. يُستخدم كل مؤشر من المؤشرات السبعة عشر لقياس التقدم والنجاح، في مجالات العمل اللائق ونمو الاقتصاد العالمي الشاملان للجميع.

### الغاية 8.1: النمو الاقتصادي المستدام
العنوان الكامل للغاية 8.1 هو: «الحفاظ على النمو الاقتصادي للفرد وفقًا للظروف الوطنية، وعلى وجه الخصوص، نمو الناتج المحلي الإجمالي بنسبة 7% سنويًا على الأقل في البلدان الأقل نماءً».
تمتلك هذه الغاية مؤشرًا واحدًا: المؤشر 8.1.1 «معدل النمو السنوي للناتج المحلي الإجمالي الحقيقي للفرد».
تشمل متطلبات رفع سوية الإنتاجية، كل من التنويع وتطوير التكنولوجيا جنبًا إلى جنب مع الابتكار وريادة الأعمال ونماء المؤسسات الصغيرة والمتوسطة.
زاد النمو الاقتصادي في البلدان الأقل نماءً بمعدل وسطي بلغ 4.3% على مدار خمس سنوات مضت. بلغ معدل النمو العالمي للناتج المحلي الإجمالي الحقيقي للفرد 2% في عام 2018. وقد بلغ المعدل في البلدان الأقل نماءً 4.5% في عام 2018 و4.8% في عام 2019، أي أقل من معدل النمو المرجو تحقيقه وفقًا للهدف 8 والبالغ 7%. دفعت جائحة كوفيد-19 العالم نحو أسوأ أزمة اقتصادية عالمية منذ الكساد الكبير.

### الغاية 8.2: التنويع والابتكار والتطوير في سبيل الإنتاجية الاقتصادية
العنوان الكامل للغاية 8.2 هو: «بلوغ مستويات أعلى من الإنتاجية الاقتصادية، من خلال التنويع والتطوير التكنولوجي والابتكار، بطرق منها التركيز على القطاعات ذات القيمة المضافة العالية والقطاعات كثيفة العمالة».
للغاية مؤشر واحد: المؤشر 8.2.1: «معدل النمو السنوي للناتج المحلي الإجمالي الحقيقي للفرد العامل».
بقيت إنتاجية العمل في ازدياد، رغم الانقطاع القصير خلال الانكماش الاقتصادي العالمي في الفترة بين 2008-2009. ارتفعت في عام 2019 بنسبة 1.4% عن العام السابق.
شهدت أجزاء كبيرة من أمريكا الشمالية (كندا والولايات المتحدة) زيادة وسطية بقدر 5% في الناتج المحلي الإجمالي للفرد العامل، إلا أن القارة شهدت بشكل عام انخفاضًا تقريبيًا بنسبة 0.53% في الإنتاجية. شهدت أمريكا الجنوبية انخفاضًا إجماليًا في الناتج المحلي الإجمالي للفرد العامل، إذ شهدت فنزويلا أكبر تغيير بنسبة 31.8%. وقد انخفضت الإنتاجية في القارة بنسبة 2.56% تقريبًا.
شهدت آسيا زيادة إجمالية في الناتج المحلي الإجمالي للفرد العامل. إذ حققت زيادةً تقريبية بنسبة 2.1% في الناتج المحلي الإجمالي للفرد العامل، وشهد جزء كبير منها (الصين) زيادة بنسبة 6.6%. شهدت أوروبا أيضًا زيادةً إجمالية في الناتج المحلي الإجمالي للفرد العامل، إذ بلغت نسبة الزيادة التقريبية 1.3%، بينما شهدت أجزاء كبيرة منها (روسيا) زيادة بنسبة 2.5%. حققت أفريقيا زيادةً إجمالية في الناتج المحلي الإجمالي للفرد العامل، وبلغت هذه الزيادة التقريبية حوالي 0.4%. شهدت أوقيانوسيا زيادةً عامة في الناتج المحلي الإجمالي للفرد العامل، وبلغت حوالي 0.85% عمومًا، كما شهد الجزء الأكبر منها (أستراليا) زيادةً بنسبة 0.2%.
يكمن سبب ارتفاع النسب في هذه الإحصائيات والدافع وراء تحقيق الهدف في عمل الشركات، لأنها توفر الوظائف، فضلًا عن تشجيع الابتكار وإنتاجية العمل.